# 세가지 시대
세가지 시대(Three Ages)는 미국에서 제작된 에드워드 F. 클라인 감독의 1923년 영화이다. 월레스 비어리 등이 주연으로 출연하였고 버스터 키튼 등이 제작에 참여하였다.

## 출연

### 주연
- 월레스 비어리
- 버스터 키튼
- 릴리언 로렌스
- 조 로버츠

## 같이 보기
- 버스터 키턴의 작품 목록
- 시대착오
- 혈거인